# راشد المطيري
راشد المطيري (مواليد 10 أبريل 2003) هو لاعب كرة قدم سعودي يلعب حاليًا في نادي أحد.